# Oastea Domnului
Oastea Domnului este o mișcare din cadrul Bisericii Ortodoxe Române, care a luat ființă în anul 1923, la inițiativa preotului ardelean Iosif Trifa.
După definiția pe care i-a dat-o părintele Iosif Trifa, Oastea Domnului este „Aflarea și vestirea lui Iisus Hristos cel răstignit”.

## Perioada persecuției
După 1948 mișcarea a fost declarată ilegală de regimul comunist. În această perioadă, „Oastea Domnului”, condusă în anii grei ai stalinismului de Traian Dorz, care a totalizat 17 ani de pușcărie pentru acest motiv, a făcut parte din „biserica tăcerii”, ansamblu informal de credincioși creștini din diferite confesiuni, care refuzau să se supună autorităților comuniste, fiind, din acest motiv, socotiți ca „tipărind și răspândind literatură interzisă”, „uneltind împotriva orînduirii sociale” și „dușmani ai poporului”.

## După 1989
În 1990 „Oastea Domnului” a fost reabilitată de statul român și de Sinodul Bisericii Ortodoxe, care a ridicat caterisirea lui Iosif Trifa. În zilele noastre, Oastea Domnului are sediul administrativ la Sibiu, unde dispune de editură, librărie și tipografie proprie. Aici se tipărește, cu binecuvîntarea Sinodului Bisericii Ortodoxe Române, săptămânalul „Iisus Biruitorul”si ziarul "Oastea Domnului" având ca supliment revista pentru tineri „Timotheos”.
Oastea Domnului este condusă de un "Sfat Frățesc" Operativ din care fac parte aproximativ 30 de membri, reprezentanți ai zonelor.   
Oastea Domnului este prezentă aproape pe tot teritoriul României, dar și dincolo de granițele ei. Activitatea Oastei Domnului are ca bază așa numitul „voluntariat al laicilor”, chiar dacă din mișcare fac parte și numeroși clerici.
Întâlnirile membrilor Oastei Domnului au loc în biserici, case parohiale sau particulare, după Slujbele Bisericii. Programul acestor întîlniri frățești, cuprinde: rugăciuni, cântări, poezii religioase, cuvinte de învățătură și de mărturisire duhovnicească, cateheze și activități pentru copii și tineri. De asemeni, zonal sau regional, Oastea Domnului dezvoltă o activitate educativă în școli, precum și una socială în penitenciare, așezăminte sociale și umanitare. 
Pr. Ioan Bria, reputat profesor și teolog ortodox, cunoscând și apreciind activitatea Oastei Domnului, a ilustrat plastic adunările Oastei Domnului cu conceptul: „Liturghia de după Liturghie”. 
"Oastea Domnului" este un copil al Bisericii. S-a născut și trăiește sub aripa Bisericii. Oastea Domnului nu e ceva mai mult decât Ortodoxia, ci e o familie restrânsă, o comuniune de frățietate evanghelică cu gândul precis de a trăi mai intens învățăturile Bibliei și ale Bisericii.
Ne trudim doar să ieșim din comunul vieții, să creștem în Domnul, pentru mântuirea sufletelor noastre. Oastea Domnului nu are nici o pretenție dogmatică sau canonică. N-avem nimic de adăugat canoanelor. Oastea nici nu a vrut și nici nu vrea să facă reguli peste sau în contra Bisericii. Dar Oastea Domnului vrea să trăiască, cu toata ființa, regulile existente ale Bisericii..." - fragment din Moțiunea din 12 septembrie 1937 (cu valoare de testament și hotărîre în legătură cu poziția și rolul Oastei Domnului în Biserica Ortodoxă).